# Марфін Олексій Ілліч
Олексій Ілліч Марфін (19 жовтня 1912, село Троїцьке Оренбурзької губернії, тепер Тюльганського району Оренбурзької області, Російська Федерація — 26 грудня 1989, місто Воронеж, Російська Федерація) — радянський державний діяч, 1-й секретар Рязанського і Костромського обласних комітетів ВКП(б). Член ЦК КПРС у 1952—1956 роках. Депутат Верховної ради РРФСР 6-го скликання. Депутат Верховної ради СРСР 2-го скликання.

## Життєпис
Народився в родині службовців. У дворічному віці втратив батька, жив і виховувався у свого діда — бідного кустаря-бондара. З 1921 по 1928 рік навчався, закінчив 8 класів середньої школи, здобув спеціальність радіотехніка.
У 1928—1929 роках працював учителем школи для підлітків на хуторі Покровка Троїцького району Оренбурзької губернії. У 1929 році вступив до комсомолу. З 1929 по 1930 рік знову навчався в середній школі, в 1930 році закінчив школу-десятирічку із педагогічним ухилом.
З 1930 по березень 1932 року працював станційним радіомонтером і радіотехніком Троїцького радіовузла. Одночасно, в 1930—1932 роках — секретар Троїцького сільського комсомольського осередку.
Член ВКП(б) з січня 1932 року.
З березня по червень 1932 року — уповноважений Середньо-Волзького крайового комітету з радіофікації та радіомовлення в Октябрському районі (село Октябрськ).
У червні 1932 — вересні 1933 року — завідувач культурно-просвітницького відділу Октябрського районного комітету ВЛКСМ Середньо-Волзького краю.
У вересні 1933 — листопаді 1934 року — уповноважений Середньо-Волзького крайового комітету з радіофікації та радіомовлення в Октябрському районі та завідувач радіовузла в селі Октябрськ.
У листопаді 1934 — листопаді 1936 року — в Червоній армії. Служив радистом окремого ескадрону зв'язку 11-ї кавалерійської дивізії РСЧА, обирався секретарем бюро ВЛКСМ військової частини.
У листопаді 1936 — жовтні 1937 року — 1-й секретар Троїцького районного комітету ВЛКСМ Оренбурзької області.
У жовтні 1937 — березні 1938 року — 2-й секретар Троїцького районного комітету ВКП(б) Оренбурзької області.
У березні 1938 — червні 1939 року — 1-й секретар Троїцького районного комітету ВКП(б) Оренбурзької області.
У 1939—1940 роках — слухач Вищої школи партійних організаторів при ЦК ВКП(б).
У січні — червні 1940 року — інструктор організаційно-інструкторського відділу ЦК ВКП(б). У червні 1940 — вересні 1943 року — відповідальний організатор організаційно-інструкторського відділу ЦК ВКП(б).
25 вересня 1943 — 17 квітня 1948 року — 1-й секретар Рязанського обласного комітету ВКП(б). Одночасно, 8 жовтня 1943 — квітень 1948 року — 1-й секретар Рязанського міського комітету ВКП(б).
У 1948—1951 роках — слухач Вищої партійної школи при ЦК ВКП(б).
З 11 червня по 16 серпня 1951 року — заступник завідувача сектора відділу партійних, профспілкових і комсомольських органів ЦК ВКП(б).
16 серпня 1951 — 17 травня 1952 року — завідувач сектора відділу партійних, профспілкових і комсомольських органів ЦК ВКП(б).
У травні — липні 1952 року — інспектор ЦК ВКП(б).
30 липня — 26 серпня 1952 року — завідувач підвідділу відділу партійних, профспілкових і комсомольських органів ЦК ВКП(б).
У серпні 1952 — січні 1954 року — 1-й секретар Костромського обласного комітету КПРС.
У лютому 1954 — 20 січня 1956 року — завідувач відділу партійних, профспілкових і комсомольських органів Воронезького обласного комітету КПРС.
20 січня 1956 — 8 вересня 1959 року — секретар Воронезького обласного комітету КПРС.
8 вересня 1959 — січень 1963 року — 2-й секретар Воронезького обласного комітету КПРС.
18 січня 1963 — 15 грудня 1964 року — 2-й секретар Воронезького сільського обласного комітету КПРС.
15 грудня 1964 — 29 квітня 1970 року — секретар Воронезького обласного комітету КПРС.
29 квітня 1970 — 20 червня 1978 року — голова партійної комісії Воронезького обласного комітету КПРС.
З червня 1978 року — персональний пенсіонер союзного значення у Воронежі.
Помер 26 грудня 1989 року в місті Воронежі.

## Нагороди
- орден Вітчизняної війни І ст. (1945)
- чотири ордени Трудового Червоного Прапора (14.09.1945, 1957, 1966, 1971)
- орден «Знак Пошани» (1977)
- медаль «За трудову доблесть» (1959)
- медаль «За оборону Москви»
- медаль «За доблесну працю у Великій Вітчизняній війні 1941—1945 рр.»
- медалі